# Schweizer Futsalmeisterschaft 2006/07
Die 1. Schweizer Meisterschaft im Futsal begann am 26. November 2006 und endete am 25. Februar 2007.
Erster Futsal-Schweizermeister wurde das Uni Futsal Team Bulle. In der darauffolgenden Saison wurde die Nationalliga B gegründet, somit gab es mit dem FC Porrentruy, G.S. 1024 Futsal Ecublens, SC Maria da Fonte Zürich und Swiss United auch gleich vier Absteiger. Die beiden erstgenannten lösten zusammen mit dem FC Black Stars nach der Saison die Futsalabteilung wieder auf, so dass in der Gruppe West nur noch sechs, in der Gruppe Ost sieben Teams für die Saison 2007/08 teilnahmen.
Es nahmen 18 Mannschaften teil, es war die erste offizielle Futsal-Meisterschaft in der Schweiz. Zuvor gab es nur eine inoffizielle Meisterschaft.
G.S. 1024 Futsal Ecublens stellte dabei einen Negativrekord auf. In acht Spielen, die allesamt verloren gingen, kassierte Ecublens 477 Gegentore.
Torschützenkönig wurde David Meyer vom Uni Futsal Team Bulle mit 37 Treffern.

## Nationalliga A – 2006/07
In der Qualifikation nahmen insgesamt 18 Teams teil, aufgeteilt auf zwei Gruppen zu je neun Teams (West und Ost). Jede Mannschaft absolvierte dabei ein Spiel gegen jeden Gruppengegner, somit kam jedes Team auf insgesamt acht Spiele.
Die beiden besten Teams jeder Gruppe qualifizierten sich für die Halbfinals, die beiden Halbfinal-Verlierer trugen danach das Spiel um Rang 3 aus, die Sieger den Final. Das Spiel um Platz 3 wurde nur in dieser Saison durchgeführt, ab der Saison 2007/2008 wurde es nicht mehr ausgespielt.

### Teilnehmer Nationalliga A – Saison 2006/07
| Gruppe West                                    | Gruppe Ost                                        |
| ---------------------------------------------- | ------------------------------------------------- |
| Uni Futsal Team Bulle                          | Futsal Löwen Zürich (damals FC Seefeld Zürich)    |
| Mobulu Futsal Uni Bern                         | FC Schaffhausen Futsal                            |
| Futsal Club Cosmos Genève                      | SPVGG Züri 86                                     |
| Lausanne Futsal Club                           | Futsal Club Italia5 Winterthur                    |
| FC Peseux Comète                               | Benfica Rorschach                                 |
| FC Black Stars                                 | Union 7 Futsal Club Zürich                        |
| Futsal Delminium (damals NK Tomislavgrad Bern) | Salines Futsal (damals Futsal Team Dinamo Möhlin) |
| FC Porrentruy                                  | SC Maria da Fonte Zürich                          |
| G.S. 1024 Futsal Ecublens                      | Swiss United                                      |

### Qualifikation Nationalliga A

#### Gruppe West
|    | Verein                    | R | S | U | N | Tore   | Diff. | Punkte |
| -- | ------------------------- | - | - | - | - | ------ | ----- | ------ |
| 1. | Mobulu Futsal Uni Bern    | 8 | 6 | 1 | 1 | 69:22  | +47   | 19     |
| 2. | Uni Futsal Team Bulle     | 8 | 5 | 1 | 2 | 155:24 | +131  | 16     |
| 3. | Futsal Club Cosmos Genève | 8 | 4 | 4 | 0 | 123:33 | +90   | 16     |
| 4. | Lausanne Futsal Club      | 8 | 5 | 0 | 3 | 94:23  | +71   | 15     |
| 5. | FC Peseux Comète          | 8 | 4 | 1 | 3 | 103:32 | +71   | 13     |
| 6. | Futsal Delminium          | 8 | 3 | 1 | 4 | 95:59  | +36   | 10     |
| 7. | FC Black Stars Basel      | 8 | 2 | 2 | 4 | 63:68  | −5    | 8      |
| 8. | FC Porrentruy             | 8 | 2 | 0 | 6 | 56:42  | +14   | 6      |
| 9. | G.S. 1024 Futsal Ecublens | 8 | 0 | 0 | 8 | 22:477 | −455  | 0      |

| Legende | Legende    |
| ------- | ---------- |
|         | Halbfinals |
|         | Abstieg    |

|    | Team                      | Porrentruy | Delminium | Peseux | Mobulu | Lausanne | Ecublens | Cosmos | Stars | Bulle |
| -- | ------------------------- | ---------- | --------- | ------ | ------ | -------- | -------- | ------ | ----- | ----- |
| 1. | FC Porrentruy             |            |           |        |        |          |          |        |       |       |
| 2. | Futsal Delminium          | 8:7        |           |        |        |          |          |        |       |       |
| 3. | FC Peseux Comète          | 5:0        | 5:6       |        |        |          |          |        |       |       |
| 4. | Mobulu Futsal Uni Bern    | 4:2        | 4:3       | 7:5    |        |          |          |        |       |       |
| 5. | Lausanne Futsal Club      | 7:4        | 17:1      | 2:5    | 4:2    |          |          |        |       |       |
| 6. | G.S. 1024 Futsal Ecublens | 1:30       | 5:66      | 0:55   | 2:44   | 0:55     |          |        |       |       |
| 7. | Futsal Club Cosmos Genève | 8:2        | 11:5      | 8:8    | 2:2    | 4:3      | 84:7     |        |       |       |
| 8. | FC Black Stars Basel      | 1:10       | 4:4       | 2:14   | 2:3    | 6:4      | 44:3     | 2:2    |       |       |
| 9. | Uni Futsal Team Bulle     | 8:1        | 6:2       | 7:6    | 2:3    | 1:2      | 99:4     | 4:4    | 28:2  |       |

#### Gruppe Ost
|    | Verein                         | R | S | U | N | Tore  | Diff. | Punkte |
| -- | ------------------------------ | - | - | - | - | ----- | ----- | ------ |
| 1. | FC Schaffhausen Futsal         | 8 | 8 | 0 | 0 | 70:20 | +50   | 24     |
| 2. | Futsal Löwen Zürich            | 8 | 6 | 0 | 2 | 75:52 | +23   | 18     |
| 3. | SPVGG Züri 86                  | 8 | 5 | 1 | 2 | 63:47 | +16   | 16     |
| 4. | Futsal Club Italia5 Winterthur | 8 | 4 | 1 | 3 | 59:53 | +6    | 13     |
| 5. | Benfica Rorschach              | 8 | 4 | 0 | 4 | 65:51 | +14   | 12     |
| 6. | Union 7 Futsal Club Zürich     | 8 | 3 | 1 | 4 | 74:74 | 0     | 10     |
| 7. | Salines Futsal                 | 8 | 2 | 1 | 5 | 42:50 | −8    | 7      |
| 8. | SC Maria da Fonte Zürich       | 8 | 1 | 1 | 6 | 48:97 | −49   | 4      |
| 9. | Swiss United                   | 8 | 0 | 1 | 7 | 34:86 | −52   | 1      |

| Legende | Legende    |
| ------- | ---------- |
|         | Halbfinals |
|         | Abstieg    |

|    | Team                           | Swiss | Maria | Union | Italia | Löwen | Schaffhausen | Benfica | Züri | Salines |
| -- | ------------------------------ | ----- | ----- | ----- | ------ | ----- | ------------ | ------- | ---- | ------- |
| 1. | Swiss United                   |       |       |       |        |       |              |         |      |         |
| 2. | SC Maria da Fonte Zürich       | 3:3   |       |       |        |       |              |         |      |         |
| 3. | Union 7 Futsal Club Zürich     | 9:8   | 17:12 |       |        |       |              |         |      |         |
| 4. | Futsal Club Italia5 Winterthur | 16:4  | 15:8  | 8:5   |        |       |              |         |      |         |
| 5. | Futsal Löwen Zürich            | 12:4  | 17:7  | 13:7  | 7:5    |       |              |         |      |         |
| 6. | FC Schaffhausen Futsal         | 9:3   | 12:2  | 11:5  | 9:2    | 5:0   |              |         |      |         |
| 7. | Benfica Rorschach              | 12:1  | 19:7  | 8:9   | 9:8    | 5:11  | 9:3          |         |      |         |
| 8. | SPVGG Züri 86                  | 10:9  | 14:4  | 9:6   | 7:7    | 14:7  | 1:6          | 0:5     |      |         |
| 9. | Salines Futsal                 | 15:2  | 0:5   | 9:9   | 0:5    | 5:8   | 6:4          | 3:8     | 4:9  |         |

### Playoffs Nationalliga A

#### Halbfinals
| Datum    | Zeit  | Heimteam               | Gastteam              | Resultat  |
| -------- | ----- | ---------------------- | --------------------- | --------- |
| 25.02.07 | 09:00 | Mobulu Futsal Uni Bern | Futsal Löwen Zürich   | 7:9 n. V. |
| 25.02.07 | 11:00 | FC Schaffhausen Futsal | Uni Futsal Team Bulle | 5:6       |

#### Spiel um Rang 3
| Datum    | Zeit  | Heimteam               | Gastteam               | Resultat |
| -------- | ----- | ---------------------- | ---------------------- | -------- |
| 25.02.07 | 13:30 | Mobulu Futsal Uni Bern | FC Schaffhausen Futsal | 6:9      |

#### Final
| Datum    | Zeit  | Heimteam            | Gastteam              | Resultat |
| -------- | ----- | ------------------- | --------------------- | -------- |
| 25.02.07 | 15:30 | Futsal Löwen Zürich | Uni Futsal Team Bulle | 4:9      |